# Пауль Ріхард Генріх Блазіус
Пауль Ріхард Генріх Блазіус (нім. Paul Richard Heinrich Blasius; 9 серпня 1883, Берлін — 24 квітня 1970, Гамбург) — німецький механік, працюючий в області гідромеханіки, а також видатний педагог.

## Творча біографія
З 1902 по 1906 рік навчався в Марбурзі і в Геттінгені. Він був одним із перших учнів Людвіга Прандтля, працював у Геттінгенському університеті 6 років. У 1912 році він змінив місце роботи в Інженерній школі в Гамбурзі (зараз — Університет прикладних наук), там отримав професорське звання і передавав до кінця своєї життя.

### Значимі роботи
- Grenzschichten in Flüssigkeiten mit kleiner Reibung, Teubner Verlag, 1907
- Laminare Strömung in Kanälen wechselnder Breite, Zeitschrift f. Mathematik u. Physik, 1910
- Das Ähnlichkeitsgesetz bei Reibungsvorgängen in Flüssigkeiten, Forschg. Arb. Ing.-Wes, 1913

## Інтернет-ресурси
- Біографія на сайті HAW Hamburg
- Dr. Heinrich Blasius (9.8.1883—24.4.1970)